# American Quarter Horse Hall of Fame and Museum
Das American Quarter Horse Hall of Fame and Museum wurde von der American Quarter Horse Association gegründet und befindet sich in Amarillo, Texas. Es ist Menschen und Pferden gewidmet, die zur Entwicklung des American Quarter Horse beigetragen haben.

## Museum
Der Grundstein für das Museum wurde 1989 gelegt. Das Museum zeigt Fotografien und Gemälde von Quarter-Horse-Pferden, die berühmten Blutlinien angehören. Zahlreiche Gemälde stammen von dem Western-Künstler Orren Mixer. Es gibt interaktive Ausstellungsbereiche zu den Themen Pferdeanatomie, Reiten sowie den Quarter-Horse-Spezialdisziplinen. Andere Bereiche zeigen Ausstellungsstücke wie Reitzubehör und Pferdeausstattung.

## Hall of Fame
Die Hall of Fame für Menschen, die sich um das Quarter Horse verdient gemacht haben gibt es seit 1982.  Herausragende Pferde werden seit 1989 geehrt.
Nominationen für die Hall of Fame kann jeder einreichen. Die Vorschläge werden von einem Komitee der American Quarter Horse Foundation beurteilt. Die Einführung findet jeweils im Herbst in der American Quarter Horse Hall of Fame & Museum in Amarillo statt.
Die folgende Liste enthält Pferde, die in die American Quarter Horse Hall of Fame aufgenommen wurden.
| Pferdename              | Jahr der Aufnahme | Geburtsjahr | Todesjahr | Farbe         | Geschlecht | Vater                 | Mutter                  | Muttervater             | Züchter                             | Disziplin               |
| ----------------------- | ----------------- | ----------- | --------- | ------------- | ---------- | --------------------- | ----------------------- | ----------------------- | ----------------------------------- | ----------------------- |
| Big Step                | 2022              | 1956        | 1982      | Fuchs         | Hengst     | Parkers Trouble       | Little Bit L            | Charlie Helper          |                                     | Zucht                   |
| Corona Cartel           | 2022              | 1994        | 2019      | Brauner       | Hengst     | Holland Ease          | Corona Chick            | Corona                  | Chicks Beduino                      | Rennen                  |
| Easter King             | 2022              | 1951        | 1971      | Fuchs         | Hengst     | King P-234            | Gocha H                 | Cuate                   | Jess Hankins                        | Zucht                   |
| Impressive              | 2022              | 1969        | 1995      | Fuchs         | Hengst     | Lucky Bar (TB)        | Glamour Bars            | Lightning Bar           | Perry Cotton                        | Halter, Zucht           |
| Sun Frost               | 2022              | 1979        | 2007      | Palomino      | Hengst     | Doc’s Jack Frost      | Prissy Cline            | Driftwood Ike           | Stanley Johnston                    | Zucht                   |
| Topsail Whiz            | 2022              | 1987        | 2009      | Fuchs         | Hengst     | Topsail Cody          | Jeanie Whiz Bar         | Cee Red                 | Tom & Susan McBeath                 | Reining                 |
| A Good Machine          | 2020              | 1993        | 2011      | Brauner       | Hengst     | Zippos Mr Good Bar    | War Kelpie              | War Machine             | Dawn Schroeter                      | Western Pleasure, Zucht |
| Dual Rey                | 2020              | 1994        | 2018      | Sorrel        | Stallion   | Peppy San Badger      | Nurse Rey               | Wyoming Doc             | Linda Holmes                        | Cutting, Zucht          |
| Esters Little Klu (TB)  | 2020              | 1968        | 1995      | Schimmel      | Stute      | Big Klu (TB)          | Little Ester (TB)       | Eternal Reward (TB)     | Dan L. Williams                     | Zucht                   |
| Mr Eye Opener           | 2020              | 1990        | 2018      | Schimmel      | Hengst     | Dash for Cash         | Bedawee                 | Beduino (TB)            | Joe Kirk                            | Rennen/Zucht            |
| Triple's Image          | 2020              | 1969        | 1999      | Sorrel        | Stallion   | Triple Chick          | Phffft                  | Leo                     | Walter Clark                        | Show/Zucht              |
| Zan Parr Jack           | 2020              | 1979        | 2014      | Fuchs         | Hengst     | Zan Parr Bar          | Miss Goldie Jack        | Two Eyed Jack           | Jerald A. Riemann                   | Working cow horse/Zucht |
| Harlan                  | 2019              | 1951        | 1973      | Falbe         | Hengst     | Hank H                | Dixie Beach             | Beetch's Yellowjacket   | Paul and Jack Smith                 | Zucht                   |
| Mr Jess Perry           | 2019              | 1992        | 2017      | Fuchs         | Hengst     | Streakin La Jolla     | Scoopie Fein            | Sinn Fein               | Jesse Perry                         | Rennen/Zucht            |
| Tiger Leo               | 2019              | 1958        | 1988      | Fuchs         | Hengst     | Leo                   | Connie                  | Reno Lion               | Bud Warren                          | Rennen/Show/Zucht       |
| Trippy Dip (TB)         | 2019              | 1976        | 1999      | Braun         | Stute      | Scout Leader (TB)     | Dancing Straw (TB)      | Dancing Dervish (TB)    | S.F. Henderson                      | Rennen/Zuchtstute       |
| Vital Signs Are Good    | 2019              | 2000        | 2017      | Stichelhaarig | Stute      | Zippos Mr Good Bar    | Vitalism                | An Awesome Mister       | Kristin T. Rinkenberger             | Show/Zuchstute          |
| Zippos Mr Good Bar      | 2019              | 1984        | 2016      | Stichelhaarig | Hengst     | Zippo Pine Bar        | Tamara Wess             | Blondy's Dude           | Norman Reynolds                     | Show/Zuchthengst        |
| Maroon (TB)             | 2018              | 1949        | 1977      |               | Stute      | Echuca Ladd           | Mattie Fern             | Sunfire                 | Mary Pearson                        | Racing/Reining          |
| Otoe                    | 2018              | 1960        | 1971      | Fuchs         | Hengst     | Sugar Bars            | Juleo                   | Leo                     | Bud Warren                          | Rennen, Show, Zucht     |
| Smart Chic Olena        | 2018              | 1985        | 2012      | Fuchs         | Hengst     | Smart Little Lena     | Gay Sugar Chic          | Gay Bar King            | B.F. Phillips                       | Cutting/Reining         |
| The Ole Man             | 2018              | 1963        | 1995      | Fuchs         | Hengst     | Three Bars (TB)       | Chicado V               | Chicaro Bill            | Frank "Scoop" Vessels               | Rennen/Deckhengst       |
| Casey's Ladylove        | 2017              | 1961        | 1985      | Falbe         | Stute      | Casey's Poco          | Lady Diane              | MC Rusty                | James and Frances Loiseau           | Zuchtstute              |
| Majestic Scotch         | 2017              | 1994        | 2013      | Fuchs         | Wallach    | One Scotch Delight    | Two Eyed Natches        | Two Eyed Punk           | Sharnai Thompson                    | Showing                 |
| Azure Te (TB)           | 2015              | 1962        | 1983      | Braun         | Hengst     | Nashville (TB)        | Blue One (TB)           | Count Fleet (TB)        | Azure Te Syndication                | Zucht                   |
| Barbara L               | 2007              | 1947        | 1977      | Braun         | Stute      | Patriotic (TB)        | Big Bess                | Sonora Harmon           | James T. Hunt                       | Rennen                  |
| Blondy's Dude           | 2001              | 1957        | 1980      | Fuchs         | Hengst     | Small Town Dude       | Blondy Queen            | Blondy Plaudit          | Homer S. Foutz                      | Show                    |
| Baby Doll Combs         | 2004              | 1947        | 1960      | Braun         | Stute      | Oklahoma Star Jr      | Miss Boctick            | Bert                    | H. M. Boctick                       | Rodeo Steer Westling    |
| Beduino (TB)            | 2008              | 1968        | 1991      | Schimmel      | Hengst     | Romany Royal (TB)     | Jo-Ann-Cat (TB)         | Rejected (TB)           | Justo Fernandez Avila               | Rennen                  |
| Bert                    | 2007              | 1934        | 1956      | Braun         | Hengst     | Tommy Clegg           | Lady Coolidge           | Beech's Yellow Jacket   | Bert Benear                         | Zucht                   |
| Billy Clegg             | 1998              | 1932        | 1958      | Braun         | Hengst     | Paul Ell              | Bivarita                | Billy Sunday            | Bernard Adams                       | Zucht                   |
| Black Easter Bunny      | 2002              | 1949        |           | Rappe         | Stute      | Hysition (TB)         | Flicka                  | Chicaro Bill            | Walter J. Culbertson                | Rennen                  |
| Casey's Ladylove        | 2017              | 1961        | 1985      | Falbe         | Stute      | Casey's Poco          | Lady Diane              | MC Rusty                | James and Frances Loiseau           | Zucht                   |
| Charger Bar             | 2001              | 1968        | 1997      | Braun         | Stute      | Tiny Charger          | La Ree Bar              | Rocket Bar (TB)         | Wayne Carlton                       | Rennen                  |
| Cherry Lake (TB)        | 1998              | 1966        | 1993      | Fuchs         | Stute      | Lake Erie (TB)        | Cherao (TB)             | Nechao (TB)             | Minnie Rhea Wood & B.F. Phillips    | Rennen                  |
| Chicado V               | 2006              | 1950        | 1972      | Braun         | Stute      | Chicaro Bill          | Do Good                 | St. Louis               | Frank Vessels                       | Rennen                  |
| Chicks Beduino          | 2007              | 1984        | 2003      | Schimmel      | Hengst     | Beduino (TB)          | A Classy Chick          | Chick's Deck            | Joe Muniz, John Bobenrieth          | Rennen                  |
| Clabber                 | 1997              | 1936        | 1947      | Fuchs         | Hengst     | My Texas Dandy        | Blondie S               | Lone Star               | Frank Smith                         | Rennen                  |
| Colonel Freckles        | 2004              | 1973        | 1986      | Fuchs         | Hengst     | Jewel's Leo Bars      | Christy Jay             | Rey Jay                 | Marrion Flynt                       | Cutting                 |
| Corona Chick            | 2015              | 1989        | 2013      | Dunkelbraun   | Stute      | Cicks Beduino         | Sizzling Lil            | Sizzle Te               | Robert D. „Strawberry Bob“ Etchandy | Rennen, Zucht           |
| Country Classic         | 2001              | 1969        | 1986      | Fuchs         | Wallach    | Rey Jay               | Christy Carol           | Leo Bob                 | Marion Flynt                        | Show                    |
| Coy's Bonanza           | 2015              | 1959        | 1976      | Fuchs         | Hengst     | Jaguar                | Sparky Joann            | Little Joe the Wrangler | Bill Moomey                         | Zucht                   |
| Cutter Bill             | 2003              | 1955        | 1982      | Palomino      | Hengst     | Buddy Dexter          | Billie Silvertone       | Silvertone              | R. L. Underwood                     | Cutting                 |
| Dashingly               | 2014              | 1979        | 2006      | Fuchs         | Stute      | Dash For Cash         | Dee Mount               | Killoqua (TB)           | Muriel Hyland                       | Rennen, Zucht           |
| Dash For Cash           | 1997              | 1973        | 1996      | Fuchs         | Hengst     | Rocket Wrangler       | Find A Buyer (TB)       | To Market (TB)          | B. F. Phillips Jr.                  | Rennen                  |
| Dashing Phoebe          | 2017              | 1983        | 2013      | Fuchs         | Stute      | Dash For Cash         | Phoebes Moon Bug        | Lady Bugs Moon          | Kirk Goodfellow                     | Zucht                   |
| Depth Charge (TB)       | 1991              | 1941        | 1965      | Braun         | Hengst     | Bold Venture (TB)     | Quickly (TB)            | Haste (TB)              | John D. Hertz                       | Zucht                   |
| Diamonds Sparkle        | 2007              | 1974        | 2002      | Palomino      | Stute      | Mr Diamond Dude       | Pollyana Rose           | Clabber Question        | Jerald Freeman                      | Show                    |
| Do Good                 | 2008              | 1938        |           | Braun         | Stute      | St Louis              | Flossie                 | Duggan                  | Jim Harkey                          | Zucht                   |
| Doc Bar                 | 1993              | 1956        | 1992      | Fuchs         | Hengst     | Lightning Bar         | Dandy Doll              | Texas Dandy             | Tom Finley                          | Zucht                   |
| Doc O'Lena              | 1997              | 1967        | 1993      | Braun         | Hengst     | Doc Bar               | Poco Lena               | Poco Bueno              | Dr. & Mrs. Stephen F. Jensen        | Show, Zucht             |
| Driftwood               | 2006              | 1932        | 1960      | Braun         | Hengst     | Miller Boy            | namenlose Stute         | Barlow                  | Mr. Childress                       | Zucht                   |
| Easy Date               | 2002              | 1972        | 1993      | Braun         | Stute      | Easy Jet              | Spot Cash (TB)          | Roman Sandal (TB)       | Walter Merrick                      | Rennen                  |
| Easy Jet                | 1993              | 1967        | 1992      | Fuchs         | Hengst     | Jet Deck              | Lena's Bar (TB)         | Three Bars (TB)         | Walter Merrick                      | Rennen                  |
| Expensive Hobby         | 2007              | 1971        | 2003      | Falbe         | Wallach    | Hobby Horse           | Jan's Helen             | Stormy's Sugar          | Floyd Finnerty                      | Show                    |
| Fillinic                | 2013              | 1957        | 1983      | Fuchs         | Stute      | Arizona Junie         | Alouette                | Master Boss (TB)        | Grey Ward                           | Reining, Zucht          |
| Freckles Playboy        | 2013              | 1973        | 2003      | Fuchs         | Hengst     | Jewels Leo Bars       | Gay Jay                 | Rey Jay                 |                                     | Cutting, Zucht          |
| First Down Dash         | 2011              | 1984        | 2010      | Fuchs         | Hengst     | Dash For Cash         | First Prize Rose        | Gallant Jet             | Weetona Stanley                     | Zucht                   |
| FL Lady Bug             | 1999              | 1945        | 1974      | Fuchs         | Stute      | Sergeant              | Yeager's Lady JA        | Will Stead              | W. A. Yeager                        | Zucht                   |
| Garrett's Miss Pawhuska | 2006              | 1946        | 1975      | Fuchs         | Stute      | Leo                   | Jenny Dee               | Jimmie Allred           | Bill Rowe                           | Rennen                  |
| Go Man Go               | 1990              | 1953        | 1983      | Stichelhaarig | Hengst     | Top Deck (TB)         | Lightfoot Sis           | Very Wise (TB)          | J. B. Ferguson                      | Rennen                  |
| Goetta                  | 2007              | 1961        | 1978      | Braun         | Stute      | Go Man Go             | Etta Leo                | Leo                     | E. L. Gosselin                      | Rennen                  |
| Grey Badger II          | 2007              | 1941        | c. 1972   | Schimmel      | Hengst     | Midnight Jr           | Grey Annie              | Billy The Tough         | Walter Merrick                      | Rennen                  |
| Hollywood Dun It        | 2012              | 1983        | 2005      | Falbe         | Hengst     | Hollywood Jac 86      | Blossom Berry           | Dun Berry               | Cliff and Gwendy Steif              | Zucht                   |
| Indigo Illusion         | 2012              | 1981        | 2007      | Braun         | Stute      | Beduino (TB)          | Copy Carpi              | Duplicate Copy          | William Carter and Allen Baitzor    | Zucht                   |
| Jackie Bee              | 2008              | 1962        | 1990      | Schimmel      | Hengst     | Jimmy Mac Bee         | Jackie Diane            | Jack R                  | Glen Davis                          | Zucht                   |
| Jet Deck                | 1991              | 1960        | 1971      | Braun         | Hengst     | Moon Deck             | Miss Night Bar          | Barred                  | William and James Carter            | Rennen                  |
| Joe Cody                | 1995              | 1952        | 1989      | Fuchs         | Hengst     | Bill Cody             | Taboo                   | King P-234              | Tom W. Cochrane                     | Reining                 |
| Joe Hancock P-455       | 1992              | um 1926     | 1943      | Braun         | Hengst     | John Wilkens          | Mundell Mare            | Percheron stud          | John Jackson Hancock                | Rennen                  |
| Joe Reed P-3            | 1992              | 1921        | 1947      | Fuchs         | Hengst     | Joe Blair (TB)        | Della Moore             | Old DJ                  | Henry Lindsey                       | Rennen                  |
| Joe Reed II             | 1994              | 1936        | 1964      | Fuchs         | Hengst     | Joe Reed P-3          | Nellene                 | Fleeting Time (TB)      | J. W. House                         | Rennen                  |
| Kaweah Bar              | 1998              | 1966        | 1976      | Palomino      | Wallach    | Alamitos Bar          | Angie Miss              | Go Man Go               | Hadan Livestock Company             | Rennen                  |
| King P-234              | 1989              | 1932        | 1958      | Braun         | Hengst     | Zantanon              | Jabalina                | Strait Horse            | M. Benevides Volpe                  | Zucht                   |
| Lady Bug's Moon         | 2013              | 1966        | 1995      | Fuchs         | Hengst     | Top Moon              | FL Lady Bug             | Sergeant                |                                     | Rennen, Zucht           |
| Lena's Bar (TB)         | 2003              | 1954        | 1967      | Fuchs         | Stute      | Three Bars (TB)       | Lena Valenti (TB)       | Gray Dream (TB)         | Walter Merrick                      | Rennen, Zucht           |
| Leo San                 | 2014              | 1949        | 1968      | Fuchs         | Hengst     | Leo                   | San Sue Darks           | San Siemon              | H.H. Darks                          | Zucht                   |
| Leo P-1335              | 1989              | 1940        | 1967      | Fuchs         | Hengst     | Joe Reed II           | Little Fanny            | Joe Reed P-3            | J. W. House                         | Rennen                  |
| Lightning Bar           | 2008              | 1951        | 1960      | Fuchs         | Hengst     | Three Bars (TB)       | Della P                 | Doc Horn (TB)           | Art Pollard                         | Show                    |
| Lynx Melody             | 2008              | 1975        | 2004      | Fuchs         | Stute      | Doc's Lynx            | Trona                   | Leon Bars               | James A. Wesley                     | Cutting                 |
| Maddon's Bright Eyes    | 1997              | 1946        | 1958      | Braun         | Stute      | Gold Mount            | Plaudette               | King Plaudit (TB)       | J. W. Shoemaker                     | Rennen                  |
| Majestic Scotch         | 2017              | 1994        | 2013      | Fuchs         | Wallach    | One Scotch Delight    | Two Eyed Natches        | Two Eyed Punk           | Sharnai Thompson                    | Show                    |
| Make It Do              | 2009              | 1964        | 1995      | Fuchs         | Wallach    | Breeze Bar            | Camelot Broom           | Camelot's Little Cuero  | Judd L. Morse                       | Rodeo                   |
| Miss Jim 45             | 2000              | 1966        | 1978      | Fuchs         | Stute      | Jim Harlan            | Miss Paulo 45           | Paulos Dandy            | James Nance                         | Show                    |
| Miss Meyers             | 2009              | 1949        | 1963      | Fuchs         | Stute      | Leo                   | Star's Lou              | Oklahoma Star           | O.C. Meyers                         | Rennen                  |
| Miss Olene              | 2013              | 1957        |           | Braun         | Stute      | Leo                   | Barbara L               | Patriotic (TB)          |                                     | Rennen, Zucht           |
| Miss T Stuart           | 2014              | 1961        | 1991      | Falbe         | Stute      | Breezy Buck           | Pretty Sally            | Big Shot Dun            | Robert T. Stuart                    | Zucht                   |
| Moon Deck               | 1996              | 1950        | 1974      | Braun         | Hengst     | Top Deck (TB)         | Moonlight Night         | Peace Pipe (TB)         | J. B. Ferguson                      | Rennen                  |
| Mr Bar None             | 2014              | 1955        | 1982      | Fuchs         | Hengst     | Three Bars (TB)       | Murl L                  | Moco Burnett            | Oscar and Zelma Jeffers             | Rennen, Zucht           |
| Mr Conclusion           | 2014              | 1982        | 1998      | Fuchs         | Hengst     | Conclusive            | Miss Amber Charge       | Otoe Charge             | James Evans and Mark Toteff         | Show, Zucht             |
| Mr Gun Smoke            | 2016              | 1961        | 1983      | Fuchs         | Hengst     | Rondo Leo             | Kansas Cindy            | Kansas Star             | Rapps Quarter Horses                | Zucht                   |
| Mr San Peppy            | 2011              | 1968        | 1998      | Fuchs         | Hengst     | Leo San               | Peppy Belle             | Pep Up                  | King Ranch                          | Cutting                 |
| Oklahoma Star P-6       | 1992              | 1915        | 1943      | Braun         | Hengst     | Dennis Reed (TB)      | Cutthroat               | Gulliver                | Tommy Moore                         | Zucht                   |
| Old Sorrel              | 1990              | 1915        | 1945      | Fuchs         | Hengst     | Hickory Bill          | Dr. Rose TB Mare        | unknown                 | George Clegg                        | Zucht                   |
| Ought To Go             | 2003              | 1967        |           | Fuchs         | Stute      | Go Man Go             | Do Good Bam             | War Bam (TB)            | Frank Vessels, Jr.                  | Rennen                  |
| Parker's Trouble        | 2016              | 1949        | 1975      | Fuchs         | Hengst     | Ed Echols             | Little Nellie Bars      | Three Bars (TB)         | Blain and Aneliza Lewis             | Zucht                   |
| Pecho Dexter            | 2005              | 1963        | 1984      | Fuchs         | Wallach    | Poco Pecho            | Miss Hogan              | Joe Dexter              | John King                           | Show                    |
| Peppy San               | 1999              | 1959        | 1989      | Fuchs         | Hengst     | Leo San               | Peppy Belle             | Pep Up                  | Gordon Howell                       | Cutting                 |
| Peppy San Badger        | 2008              | 1974        | 2005      | Fuchs         | Hengst     | Mr San Peppy          | Sugar Badger            | Grey Badger III         | Joe Kirk Fulton                     | Cutting                 |
| Peter McCue             | 1991              | 1895        | 1923      | Braun         | Hengst     | Dan Tucker            | Nora M (TB)             | Voltigeur (TB)          | Sam Watkins                         | Zucht                   |
| Plaudit                 | 2015              | 1930        | 1958      | Palomino      | Hengst     | King Plaudit (TB)     | Colorado Queen          | Old Nick                | Leon Harms                          | Zucht                   |
| Poco Bueno P-3044       | 1990              | 1944        | 1969      | Braun         | Hengst     | King P-234            | Miss Taylor             | Old Poco Bueno          | Jess Hankins                        | Cutting                 |
| Poco Lena               | 1991              | 1949        | 1968      | Braun         | Stute      | Poco Bueno            | Sheilwin                | Pretty Boy              | E. Paul Waggoner                    | Cutting                 |
| Poco Pine               | 2010              | 1954        | 1974      | Braun         | Hengst     | Poco Bueno            | Pretty Rosalie          | Pretty Boy              | E. Paul Waggoner                    | Show, Zucht             |
| Poco Tivio              | 2013              | 1947        | 1976      | Braun         | Hengst     | Poco Bueno            | Sheilwin                | Pretty Boy              |                                     | Cutting, Zucht          |
| Quo Vadis               | 2002              | 1952        | 1979      | Rappe         | Stute      | Little Lloyd          | Miss Circle H III       | Brown Caesar            | Ross Roberts                        | Show                    |
| Royal Santana           | 2000              | 1977        | 1995      | Fuchs         | Wallach    | Peppy San             | Royal Smart             | Royal King              | C.N. Woodward                       | Cutting                 |
| Refrigerator            | 2000              | 1988        | 1999      | Braun         | Wallach    | Rare Jet              | Native Parr             | Heisanative             | Sonny Vaughn                        | Rennen                  |
| Rocket Bar (TB)         | 1992              | 1951        | 1970      | Fuchs         | Hengst     | Three Bars (TB)       | Golden Rocket (TB)      | Cartago (TB)            | Charles H. Reed                     | Rennen                  |
| Rocket Wrangler         | 2010              | 1968        | 1992      | Fuchs         | Hengst     | Rocket Bar (TB)       | Go Galla Go             | Go Man Go               | Thayer Hobson                       | Rennen, Zucht           |
| Ronas Ryon              | 2004              | 1984        | 2000      |               | Hengst     | Windy Ryon            | Rona Bar                | Three Bargains          | James Floyd Plummer                 | Rennen                  |
| Royal King              | 1997              | 1943        | 1974      | Fuchs         | Hengst     | King P-234            | Rocket Laning           | Dolph                   | Felton Smathers                     | Cutting                 |
| Rugged Lark             | 2006              | 1981        | 2004      | Braun         | Hengst     | Really Rugged (TB)    | Alisa Lark              | Leolark                 | Teresa Striegel                     | Show                    |
| Runaway Winner          | 2018              | 1985        | 2015      | Schimmel      | Hengst     | Bediuno (TB)          | Miss Fast               |                         |                                     | Rennen, Zucht           |
| Scotch Bar Time         | 2009              | 1974        | 2004      | Fuchs         | Hengst     | Sonny Dee Bar         | Chubby Time             | Spot Time               | Doug Hobbs                          | Zucht                   |
| Shue Fly                | 2005              | 1937        | 1963      | Fuchs         | Stute      | Cowboy P-12           | Lady Luck               | Booger Red              | Lloyd Miller                        | Rennen                  |
| Skipper W               | 2011              | 1945        | 1963      | Fuchs         | Hengst     | Nick Shoemaker        | Hired Girl              | Cowboy P-12             | Hank Wiescamp                       | Zucht                   |
| Smart Little Lena       | 2015              | 1979        | 2010      | Fuchs         | Hengst     | Doc O Lena            | Smart Peppy             | Peppy San               | Syndication                         | Cutting                 |
| Sonny Dee Bar           | 2003              | 1965        | 1994      | Fuchs         | Hengst     | Win Or Lose           | Chigger's Baby          | Chigger                 | E. V. Roberts                       | Show                    |
| Special Effort          | 2008              | 1979        | 2006      | Fuchs         | Hengst     | Raise Your Glass (TB) | Go Effortlessly         | Double Devil            | Allen and Jeanette Moehrig          | Rennen                  |
| Strawfly Special        | 2017              | 1987        | 2004      | Braun         | Hengst     | Special Effort        | Fly In The Pie          | Pie In The Sky          | Double Bar S Ranch                  | Zucht                   |
| Streakin La Jolla       | 2012              | 1985        | 2009      | Fuchs         | Hengst     | Streakin Six          | Bottoms Up              | Raise Your Glass (TB)   | B.F. Phillips Jr. and Delbert Smith | Zucht                   |
| Streakin Six            | 2011              | 1977        | 2005      | Fuchs         | Hengst     | Easy Six              | Miss Assured            | Little Request (TB)     | Tom L. Burnett                      | Zucht                   |
| Sugar Bars              | 1994              | 1951        | 1972      | Fuchs         | Hengst     | Three Bars (TB)       | Frontera Sugar          | Rey                     | George Wood                         | Zucht                   |
| Texas Dandy             | 1995              | 1942        | 1970      | Fuchs         | Hengst     | My Texas Dandy        | Streak                  | Lone Star               | R. C. Tatum                         | Rennen                  |
| The Invester            | 2004              | 1969        | 2002      | Fuchs         | Hengst     | Zippo Pat Bars        | Hank's Peppy Lou        | Dinky Reed              | Eldon England                       | Show                    |
| Three Bars (TB)         | 1989              | 1940        | 1968      | Fuchs         | Hengst     | Percentage (TB)       | Myrtle Dee (TB)         | Luke McLuke (TB)        | James Parrish                       | Rennen                  |
| Top Deck (TB)           | 1990              | 1945        | 1965      | Braun         | Hengst     | Equestrian (TB)       | River Boat (TB)         | Chicaro (TB)            | King Ranch                          | Zucht                   |
| Top Moon                | 1999              | 1960        | 1984      | Rappe         | Hengst     | Moon Deck             | Rica Bar                | Barred                  | James V. A. Carter                  | Rennen                  |
| Town Policy             | 1998              | 1975        | 1984      | Braun         | Wallach    | Reb's Policy          | Camptown Girl           | Breeze Bar              | Ivan Ashment                        | Rennen                  |
| Traveler                | 1994              | um 1885     | 1912      | Stichelhaarig | Hengst     | unknown               | unknown                 | unknown                 | unknown                             | Rennen                  |
| Two Eyed Jack           | 1996              | 1961        | 1991      | Fuchs         | Hengst     | Two D Two             | Triangle Tookie         | Grey Badger III         | Herman H. Mass                      | Show                    |
| Van Decka               | 2016              | 1967        | 1988      | Braun         | Wallach    | Decka Center          | Vanessa Dee             | Vandy                   | Tara Green                          | Show                    |
| Vandy's Flash           | 2016              | 1954        | 1984      | Fuchs         | Wallach    | Vandy                 | Garrett's Miss Pawhuska | Leo                     | Parke McAvoy                        | Rennen                  |
| Wimpy P-1               | 1989              | 1937        | 1959      | Fuchs         | Hengst     | Solis                 | Panda                   | Old Sorrel              | King Ranch                          | Zucht                   |
| Woven Web (TB)          | 2016              | 1943        | 1966      | Fuchs         | Stute      | Bold Venture (TB)     | Bruja (TB)              | Livery (TB)             | King Ranch                          | Rennen                  |
| Zan Parr Bar            | 2010              | 1974        | 1987      | Fuchs         | Hengst     | Par Three             | Terry's Pal             | Poco Astro              | Bobbie Tatum                        | Show, Zucht, Rodeo      |
| Zantanon                | 2016              | 1917        | 1941      | Fuchs         | Hengst     | Little Joe            | Jeanette                | Billy                   | Manuel Benavides Volpe              | Zucht                   |
| Zippo Pat Bars          | 2002              | 1964        | 1988      | Fuchs         | Hengst     | Three Bars (TB)       | Leo Pat                 | Leo                     | Paul Curtner                        | Show                    |
| Zippo Pine Bar          | 2000              | 1969        | 1998      | Fuchs         | Hengst     | Zippo Pat Bars        | Dollie Pine             | Poco Pine               | Lloyd Geweke                        | Show                    |
| Zips Chocolate Chip     | 2017              | 1985        | 2015      | Braun         | Hengst     | Zippo Pine Bar        | Fancy Blue Chip         | Custus Jaguar           | Ann Myers                           | Zucht                   |

## Galerie

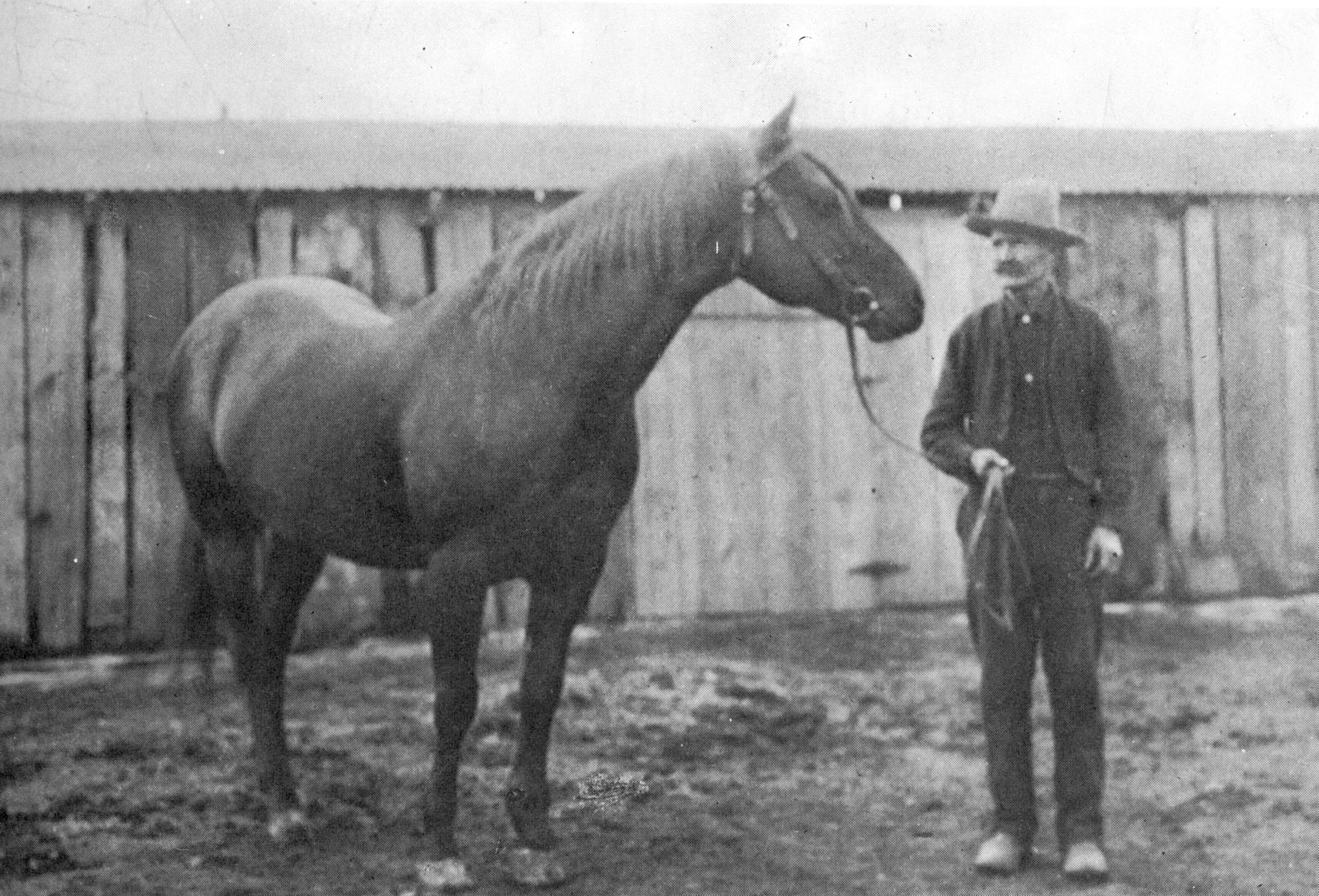
Peter McCue mit Tom Caudill
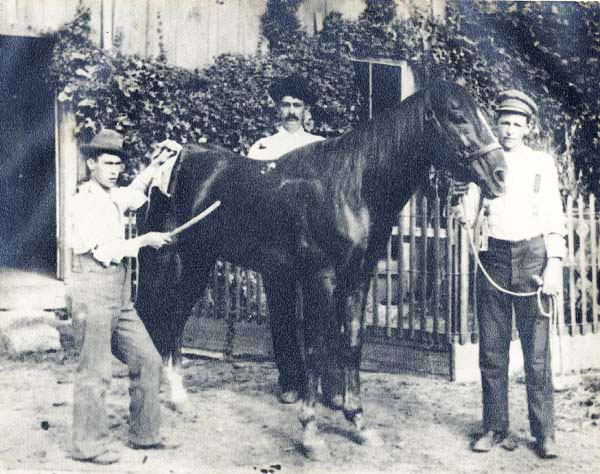
Traveler, Quarter Horse Stammvater
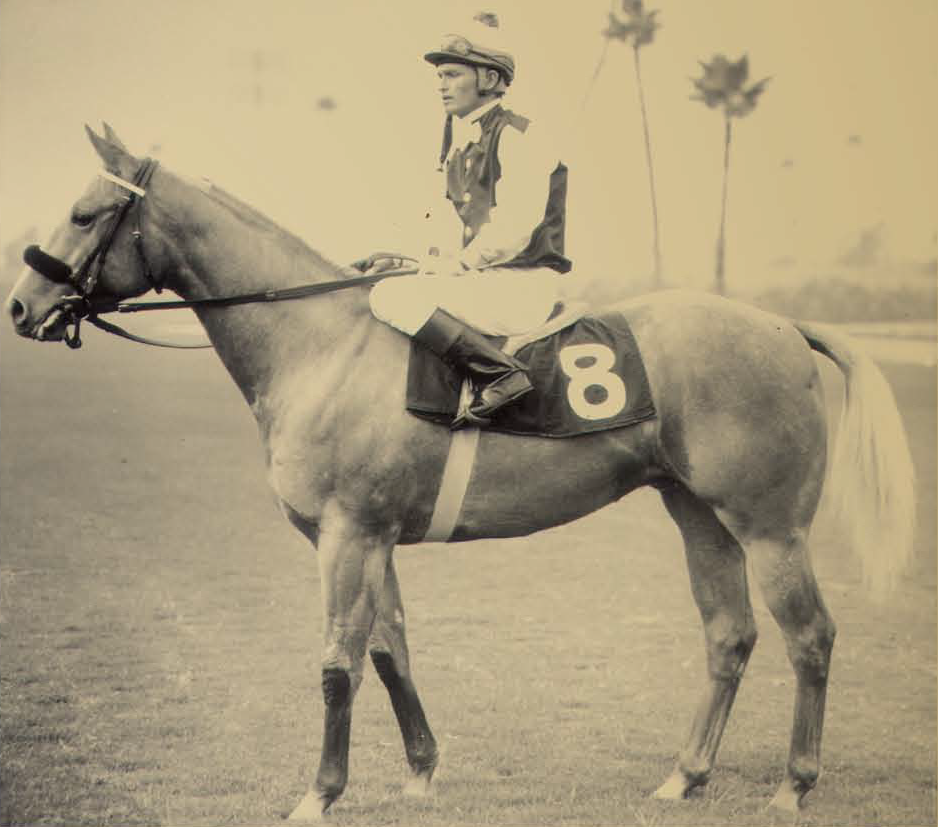
Kaweah Bar, erfolgreich in Quarter Horse Rennen